# Clarke Stadium
El Clark Stadium (Estadio Clark en español) es un estadio multipropósito ubicado en Edmonton, Alberta en Canadá, cuenta con capacidad para 5.100 espectadores, después de su reconstrucción se redujo la capacidad que inicialmente era de 20.000.
Es utilizado para los partidos de local del FC Edmonton de la Canadian Premier League, los Edmonton Huskies y los Edmonton Wildcats de la Canadian Junior Football League.